# John de Vere (15e comte d'Oxford)
John de Vere (c. 1482 - 21 mars 1540) est un pair et courtisan anglais.

## Carrière
John de Vere, né vers 1482, est le fils de John de Vere et d'Alice Kilrington (alias Colbroke), et l'arrière-petit-fils de Richard de Vere, 11e comte d'Oxford, succédant à son cousin germain, John de Vere (14e comte d'Oxford) (en), dans le comté. De Vere a deux demi-frères, William Courtenay et Walter Courtenay, et une demi-sœur, Katherine Courtenay, par le second mariage de sa mère, avant 1491, avec Sir Walter Courtenay (d. 7 novembre 1506), un fils cadet de Sir Philip Courtenay de Powderham, Devon, par Elizabeth Hungerford.
De Vere est un écuyer du corps aux funérailles d'Henri VII en 1509 et est fait chevalier par Henri VIII le 25 septembre 1513 à Tournai, à la suite de la bataille des Spurs. Il assiste Henry VIII au camp du Drap d'Or en 1520, et lors de sa rencontre avec l'empereur romain germanique, Charles V, à Douvres en 1522.
Le 19 décembre 1526, Oxford est nommé Lord grand chambellan à vie et fait chevalier de la Jarretière le 21 octobre 1527. Il signe la pétition des Lords contre le cardinal Wolsey le 1er décembre 1529 et est nommé au Conseil privé avant le 22 mars 1531.
En 1531, il est rapporté de Venise qu'Oxford est « un homme de valeur et d'autorité... et c'est sa coutume de toujours cavaler avec deux cents chevaux ».
Oxford porte la couronne lors du couronnement de la reine Anne Boleyn en avril 1533, mais fait ensuite partie de la commission qui juge la reine le 15 mai 1536. Le 15 octobre 1537, il assiste au baptême du futur Édouard VI et, le 12 novembre suivant, assiste aux funérailles de la reine Jeanne Seymour.
Les 2 et 3 décembre 1538, Oxford fait partie du panel de pairs lors des procès pour trahison du marquis d'Exeter et de Lord Montagu.
Oxford et son fils, John, sont dans la suite du roi à la réception d'Anne de Clèves à Blackheath.
Oxford est réputé être le premier comte protestant d'Oxford. Il parraine une compagnie de joueurs pour laquelle il charge John Bale d'écrire des pièces de 1534 à 1536. En tant que Lord grand chambellan et favori d'Henri VIII, vers 1537, il ordonne à Bale d'écrire des pièces de propagande anti-catholique pour la campagne de Richard Morison contre le pape.

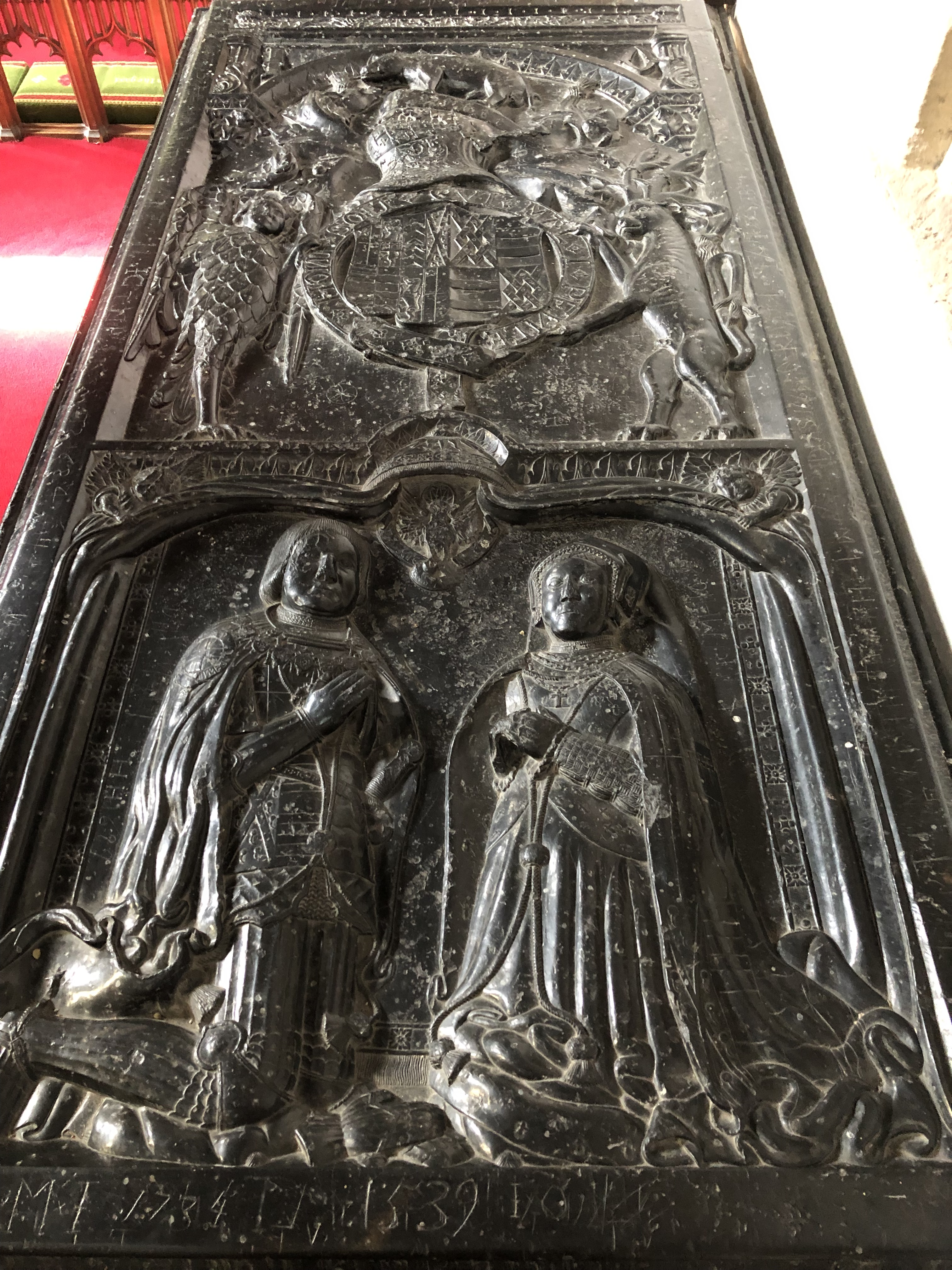
Monument funéraire de John De Vere, 15e comte d'Oxford dans l'église St Nicholas, Castle Hedingham, Essex

Oxford meurt le 21 mars 1540 dans son manoir de Colne, Essex et est enterré le 12 avril à Castle Hedingham.

## Mariages et descendance
Il épouse Christian Foderingey (née vers 1481, décédée avant le 4 novembre 1498), fille de Thomas Foderingey (vers 1446–1491) de Brockley, Suffolk,, et d'Elizabeth Doreward (vers 1446–1491) 1473-1491), fille de William Doreward de Bocking, Essex,. Le couple n'a pas d'enfants.
Il se remarie avec Elizabeth Trussell, fille d'Edward Trussell (c. 1478 - 16 juin 1499) de Kibblestone (Cublesdon), Staffordshire, et Margaret Donne, la fille de Sir John Donne (d. 1503) et d'Elizabeth Hastings (d. 1508),,. Ils ont quatre fils et trois filles.
1. Elizabeth de Vere (av. 1512) épouse Thomas Darcy (1er baron Darcy de Chiche) (décédé le 28 juin 1558) et a des enfants[14]
2. John de Vere (16e comte d'Oxford) (1516 - 3 août 1562) épouse Dorothy Neville, fille de Ralph Neville (4e comte de Westmorland), et se remarie à Margery Golding. Il a des enfants avec les deux femmes.
3. Frances de Vere (vers 1517 – 30 juin 1577) épouse Henry Howard, comte de Surrey, avec qui elle a un fils, Thomas Howard (4e duc de Norfolk) ; elle se remarie à Thomas Stainings[1]
4. Aubrey de Vere épouse Margaret Spring, la fille de Sir John Spring ; leur petit-fils, Robert de Vere, devient le 19e comte d'Oxford[15]. Leur fille, Anne de Vere (décédée en 1617), épouse Christopher Shernborne (décédé le 7 juillet 1575) avec qui elle a un fils, Francis Shernborne. Elle se remarie à John Stubbs (en), dont la main droite fut coupée le 3 novembre 1579 pour sa paternité de La découverte d'un golfe béant qui critiquait le mariage proposé par la reine Elizabeth avec François, duc d'Alençon[16],[17].
5. Robert de Vere (né vers 1520 - 28 avril 1598) est seigneur du manoir de Wricklemarsh et enterré à Charlton, St Lukes, Kent[18].
6. Anne de Vere, (née vers 1522, dc 14 février 1572) épouse Edmund Sheffield, 1er baron Sheffield (d. 31 juillet 1549) de Butterwick, Lincolnshire ; elle se remarie à John Brock de Colchester, Essex[19]
7. Geoffrey de Vere (né vers 1523) épouse Elizabeth Hardkyn, fille de Sir John Hardkyn.